# Team UniSA-Australia
Team UniSA-Australia is een occasionele selectie van Australische wielrenners, die sinds 2001 als nationale ploeg uitkomt in de Australische Tour Down Under. Deze wedstrijd is elk jaar de eerste belangrijke wedstrijd van het nieuwe wielerseizoen. Ook komt de formatie uit in de voorbereidingswedstrijd de People's Choice Classic.
De naam is afkomstig van de Universiteit van Zuid-Australië, die de wielerploeg sponsort. Voorwaarde tot deelname in deze gelegenheidsploeg is dat het eigen team van  de renner niet zelf aan de wedstrijd deelneemt. De bedoeling is om jonge renners internationale ervaring te laten opdoen. Sinds 2018 rijdt Team UniSA-Australia ook met een vrouwenploeg met de Women's Tour Down Under als hoofdwedstrijd.

## Selecties

### 2020

#### Tour Down Under 2020
| Renner          | Ploeg                                                     |
| --------------- | --------------------------------------------------------- |
| Jarrad Drizners | InForm TM Insight MAKE                                    |
| Samuel Jenner   | Team BridgeLane                                           |
| Tyler Lindorff  | Team BridgeLane                                           |
| Kelland O'Brien | Australian Cycling Team / Pro Racing Sunshine Coast (ACA) |
| Cameron Scott   | Australian Cycling Team / Pro Racing Sunshine Coast (ACA) |
| Samuel Welsford | Australian Cycling Team / Pro Racing Sunshine Coast (ACA) |
| Nicholas White  | Team BridgeLane                                           |

Ploegleiders: Andrew Christie-Johnson

#### Women's Tour Down Under 2020
| Renner              | Ploeg                        |
| ------------------- | ---------------------------- |
| Nicole Frain        | TIS Racing                   |
| Rachel Neylan       | Casa Dorada WCT              |
| Ruby Roseman-Gannon | Victorian Institute of Sport |
| Macey Stewart       | Australian Cycling Team      |
| Josie Talbot        | Casa Dorada WCT              |
| Georgie Whitehouse  | Sydney Uni Staminade         |

Ploegleider: Donna Rae-Szalinski

### 2019

#### Tour Down Under 2019
| Renner             | Ploeg                     |
| ------------------ | ------------------------- |
| Chris Harper       | Team BridgeLane           |
| Jason Lea          | Team BridgeLane           |
| Michael Potter     | Pro Racing Sunshine Coast |
| Dylan Sunderland   | Team BridgeLane           |
| Ayden Toovey       | Team BridgeLane           |
| Neil Van der Ploeg | Team BridgeLane           |
| Nicholas White     | Team BridgeLane           |

Ploegleiders: Andrew Christie-Johnson & Tom Petty

#### Women's Tour Down Under 2019
| Renner         | Ploeg                              |
| -------------- | ---------------------------------- |
| Lauren Kitchen | FDJ Nouvelle-Aquitaine Futuroscope |
| Anya Louw      | Tasmania Institute of Sport Racing |
| Rachel Neylan  | Team Virtu Cycling                 |
| Emily Roper    | Queensland Academy of Sport        |
| Josie Talbot   | Specialized WR                     |
| Rebecca Wiasak | Fearless Femme Racing              |

Ploegleider: Donna Rae-Szalinski

### 2018

#### Tour Down Under 2018
| Renner           | Ploeg                      |
| ---------------- | -------------------------- |
| Scott Bowden     | Bennelong SwissWellness    |
| Nathan Earle     | Israel Cycling Academy     |
| Zakkari Dempster | Israel Cycling Academy     |
| Steele Von Hoff  | Bennelong SwissWellness    |
| Alexander Porter | Bennelong SwissWellness    |
| Timothy Roe      | Bennelong SwissWellness    |
| Sam Welsford     | Australian Cycling Academy |

Ploegleider: Andrew Christie-Johnston

#### Women's Tour Down Under 2018
| Renner           | Ploeg                              |
| ---------------- | ---------------------------------- |
| Tiffany Cromwell | Canyon-SRAM                        |
| Katrin Garfoot   | Queensland Academy of Sport        |
| Shara Gillow     | FDJ Nouvelle-Aquitaine Futuroscope |
| Lauretta Hanson  | UnitedHealthcare Women's Team      |
| Lauren Kitchen   | FDJ Nouvelle-Aquitaine Futuroscope |
| Rachel Neylan    | Movistar Team                      |

Ploegleider: Kim Palmer

### Tour Down Under 2017
| Renner         | Ploeg                |
| -------------- | -------------------- |
| Nathan Earle   | Team Ukyo            |
| Lucas Hamilton | Mitchelton-Scott     |
| Jai Hindley    | Geen ploeg           |
| Samuel Jenner  | Geen ploeg           |
| Cameron Meyer  | Geen ploeg           |
| Callum Scotson | BMC Development Team |
| Michael Storer | Mitchelton-Scott     |

Ploegleider: Bradley McGee

### Tour Down Under 2016
| Renner           | Ploeg                        |
| ---------------- | ---------------------------- |
| Anthony Giacoppo | Avanti IsoWhey Sports        |
| Chris Hamilton   | Avanti IsoWhey Sports        |
| Lucas Hamilton   | Victorian Institute of Sport |
| Sean Lake        | Avanti IsoWhey Sports        |
| Pat Lane         | Avanti IsoWhey Sports        |
| Patrick Shaw     | Avanti IsoWhey Sports        |
| Steele Von Hoff  | ONE Pro Cycling              |

Ploegleider: Dave Sanders

### Tour Down Under 2015
| Renner              | Ploeg                 |
| ------------------- | --------------------- |
| Jack Bobridge       | Team Budget Forklifts |
| Alexander Edmondson | Geen ploeg            |
| Jack Haig           | Avanti Racing Team    |
| Robert Power        | Geen ploeg            |
| Miles Scotson       | Geen ploeg            |
| Neil Van Der Ploeg  | Avanti Racing Team    |
| Steele Von Hoff     | NFTO Pro Cycling      |

Ploegleider: Dave Sanders

### Tour Down Under 2014
| Renner             | Ploeg              |
| ------------------ | ------------------ |
| Caleb Ewan         | Team Jayco-AIS     |
| Campbell Flakemore | Avanti Racing Team |
| Jack Haig          | Avanti Racing Team |
| Mark O’Brien       | Avanti Racing Team |
| Neil Van Der Ploeg | Avanti Racing Team |
| Anthony Giacoppo   | Avanti Racing Team |
| Bradley Linfield   | Team Jayco-AIS     |

Ploegleider: Dave Sanders

### Tour Down Under 2013
| Renner             | Ploeg                               |
| ------------------ | ----------------------------------- |
| Adam Phelan        | Drapac Cycling                      |
| Zakkari Dempster   | Team NetApp-Endura                  |
| Anthony Giacoppo   | Huon Salmon-Genesys Wealth Advisers |
| Damien Howson      | geen ploeg                          |
| Jordan Kerby       | Christina Watches-Onfone            |
| Bernard Sulzberger | Drapac Cycling                      |
| Calvin Watson      | geen ploeg                          |

Ploegleider: Dave Sanders

### Tour Down Under 2012
| Renner             | Ploeg                     |
| ------------------ | ------------------------- |
| William Clarke     | Team Champion System      |
| Rohan Dennis       | Team Jayco-AIS            |
| Jay McCarthy       | Team Jayco-AIS            |
| Lachlan Norris     | Drapac Cycling            |
| Tom Palmer         | Drapac Cycling            |
| Steele Von Hoff    | Chipotle Development Team |
| Bernard Sulzberger | Team Raleigh-GAC          |

Ploegleider: Dave Sanders

### Tour Down Under 2011
| Renner             | Ploeg             |
| ------------------ | ----------------- |
| Jonathan Cantwell  | Fly V Australia   |
| Mitchell Docker    | Skil-Shimano      |
| Luke Durbridge     | Team Jayco-AIS    |
| Michael Hepburn    | Team Jayco-AIS    |
| Luke Roberts       | Saxo Bank-SunGard |
| Bernard Sulzberger | Fly V Australia   |
| Wesley Sulzberger  | FDJ               |

Ploegleider: Dave Sanders

### Tour Down Under 2010
| Renner            | Ploeg                  |
| ----------------- | ---------------------- |
| Jonathan Cantwell | Fly V Australia        |
| Simon Clarke      | ISD-Neri               |
| Rohan Dennis      | Team Jayco-Skins       |
| David Kemp        | Fly V Australia        |
| Michael Matthews  | Team Jayco-Skins       |
| Peter McDonald    | Drapac-Porsche Cycling |
| Timothy Roe       | Trek-Livestrong        |

Ploegleider: Dave Sanders

### Tour Down Under 2009
| Renner         | Ploeg                         |
| -------------- | ----------------------------- |
| Jack Bobridge  | Australian Institute of Sport |
| Simon Clarke   | Knauf-Endeka                  |
| Baden Cooke    | Vacansoleil Pro Cycling Team  |
| Scott Davis    | V Australia-Virgin Blue       |
| Travis Meyer   | Australian Institute of Sport |
| Luke Roberts   | Kuota-Senges                  |
| Matthew Wilson | Team Type 1                   |

Ploegleider: Dave Sanders

### Tour Down Under 2008
| Renner            | Ploeg                   |
| ----------------- | ----------------------- |
| Simon Clarke      | SouthAustralia.com-AIS  |
| Allan Davis       | geen ploeg              |
| Karl Menzies      | Health Net              |
| Richie Porte      | Genesys Wealth Advisers |
| Luke Roberts      | Kuota Senges            |
| Wesley Sulzberger | SouthAustralia.com AIS  |
| Matthew Wilson    | Team Type 1             |

Ploegleider: Dave Sanders

### Tour Down Under 2007
| Renner           | Ploeg                                |
| ---------------- | ------------------------------------ |
| Brett Aitken     | Savings & Loans Cycling Team         |
| Allan Davis      | Discovery Channel                    |
| Mitchell Docker  | Drapac - Porsche Development Program |
| Russell Van Hout | Savings & Loans Cycling Team         |
| Chris Jongewaard | The Jittery Joe's Pro Cycling Team   |
| Robert McLachlan | Drapac - Porsche Development Program |
| Karl Menzies     | Health Net presented by Maxxis       |
| Matthew White    | Discovery Channel                    |

Ploegleider: Dave Sanders

### Tour Down Under 2006
| Renner           | Ploeg                        |
| ---------------- | ---------------------------- |
| Gene Bates       | Team LPR Breaks              |
| Paul Crake       | Naturino-Sapore Di Mare      |
| Ben Day          | Carvalhelhos-Boavista        |
| Mitchell Docker  | Drapac-Porsche               |
| Russell Van Hout | Savings & Loans Cycling Team |
| Chris Jongewaard | Savings & Loans Cycling Team |
| Robert McLachlan | Drapac-Porsche               |
| Sean Sullivan    | Toyota-United Pro Cycling    |

Ploegleider: Dave Sanders

### Tour Down Under 2005
| Renner             | Ploeg                 |
| ------------------ | --------------------- |
| Gene Bates         | Geen ploeg            |
| Stephen Cunningham | Geen ploeg            |
| James Hannam       | Geen ploeg            |
| Russell Van Hout   | Colombia-Selle Italia |
| Chris Jongewaard   | Geen ploeg            |
| Adrian Laidler     | Geen ploeg            |
| Matthew Rex        | Geen ploeg            |
| Corey Sweet        | Team Comnet Senges    |

Ploegleider: Michele Primaro

### Tour Down Under 2004
| Renner             | Ploeg |
| ------------------ | ----- |
| Gene Bates         |       |
| Stephen Cunningham |       |
| James Hannam       |       |
| Russell Van Hout   |       |
| Patrick Jonker     |       |
| Adrian Laidler     |       |
| Matthew Rex        |       |
| Luke Roberts       |       |

Ploegleider: Michele Primaro

### Tour Down Under 2003
| Renner             | Ploeg |
| ------------------ | ----- |
| Brett Aitken       |       |
| Gene Bates         |       |
| Stephen Cunningham |       |
| Russell Van Hout   |       |
| Patrick Jonker     |       |
| Adrian Laidler     |       |
| Luke Roberts       |       |
| Jay Sweet          |       |

Ploegleider: Michele Primaro

### Tour Down Under 2002
| Renner             | Ploeg                 |
| ------------------ | --------------------- |
| Brett Aitken       | Geen ploeg            |
| Gene Bates         | Geen ploeg            |
| Stephen Cunningham | Team Lamonta          |
| Russell Van Hout   | Colombia-Selle Italia |
| Patrick Jonker     | Bigmat-Auber 93       |
| Adrian Laidler     | Geen ploeg            |
| Luke Roberts       | Team Comnet-Senges    |
| Jay Sweet          | Geen ploeg            |

Ploegleider: Michele Primaro

### Tour Down Under 2001
| Renner              | Ploeg |
| ------------------- | ----- |
| Gene Bates          |       |
| Stephen Cunningham  |       |
| Lado Fumic          |       |
| Russell Van Hout    |       |
| Adrian Laidler      |       |
| Luke Roberts        |       |
| Kristjan Snorrasson |       |
| Matt Wilson         |       |

Ploegleider: Michele Primaro

## Erelijst
- Tour Down Under:
  - Eindklassement: Patrick Jonker (2004)
  - Ploegenklassement: 2004, 2006, 2017
  - Bergklassement: Gene Bates (2005), Luke Roberts (2011), Jack Bobridge (2015)
  - Meest aanvallende rijder: Allan Davis (2008)
  - Jongerenklassement: Gene Bates (2001, 2003)
  - Etappewinst: Luke Roberts (4e etappe 2001), Russell Van Hout (4e etappe 2006), Karl Menzies (1e etappe 2007), Allan Davis (3e etappe 2008), William Clarke (2e etappe 2012), Jack Bobridge (1e etappe 2015), Steele Von Hoff (4e etappe 2015)
- Women's Tour Down Under
  - Puntenklassement: Katrin Garfoot (2018)
  - Etappewinst: Katrin Garfoot (2e etappe 2018)